# 콩나물고무버섯과
콩나물고무버섯과(Geoglossaceae)는 자낭균류과의 하나이다. 콩나물고무버섯강(Geoglossomycetes)의 유일한 과이다. 이전에는 6속 48종으로 정의했다..
분자생물학적 분석을 통해, 밝거나 색이 있는 포자를 지닌 속은 두건버섯강으로 분류한다. 나머지의 포자가 어두운 색을 띠는 속은 이 과에 속하며, 현재 콩나물고무버섯강과 콩나물고무버섯목으로 분류하고 있다. 흙 속 또는 시든 식물 속에서 산다.